# SynOptics
SynOptics war ein US-amerikanischer Hersteller von Hubs, der Ethernet über Twisted-Pair-Kabel auf das Niveau des späteren Standards 10BASE-T hob, damit das Vordringen des Token Ring bremste, und den Rückzug von Koaxialkabeln aus Local Area Networks besiegelte.
Das Unternehmen, dessen Name für Synoptiken steht, entstand als Ausgründung von Xerox, wo Ethernet ursprünglich als Bus für Koaxialkabel erfunden wurde. Im Xerox PARC wurde der Ingenieur Ronald Schmidt eingestellt, um auch Ethernet mittels Lichtwellenleitern zu ermöglichen. Er wechselte für diese Variante zur Topologie des Stern und integrierte schließlich das IBM Cabling System von Twisted-Pair-Kabeln für Token Ring, um die Verbreitung zu erleichtern.
Xerox hielt sich jedoch an die Verlautbarung von AT&T, Rechnernetze lohnten erst ab 10.000 Anschlüssen, und scheute den Markteintritt. AT&T schuf um das Jahr 1984 das spätere StarLAN, was Ethernet über Twisted-Pair-Kabel mit Sterntopologie war, aber mit maximal 1 Mbit/s schon damals zu langsam. Xerox verwies Schmidt auf die Möglichkeit zur Selbständigkeit und ließ ihn mit den Patenten und dem Verwaltungsangestellten Andrew Ludwick ziehen.
Im Juni 1985 gründeten die beiden ihr eigenes Unternehmen und brachten gegen Jahresende als erstes Erzeugnis LattisNet auf den Markt: Ethernet mit Hubs für Lichtwellenleiter, das IBM Cabling System, und 10 Mbit/s. Im Jahr 1987 weitete SynOptics das auf die Kabel ohne Abschirmung im Premises Distribution System von AT&T aus. Der Börsenkurs von SynOptics stieg jedes Jahr um rund 50 %.
Im Sommer 1994 vereinigte sich SynOptics mit Wellfleet Communications zu Bay Networks. Ethernet über die von SynOptics eingeführte Mischung von Lichtwellenleitern und Twisted-Pair-Kabeln mit und ohne Abschirmung blieb Stand der Technik.